# Zanthoxylum piperitum
Zanthoxylum piperitum is een struik uit de wijnruitfamilie, die vooral in Japan voorkomt. De plant is bekend door zijn kleine vruchten, die als specerij in de keuken gebruikt worden.

## Naamgeving
De Griekse naam van het geslacht kan als "geel hout" vertaald worden, omdat de kleur van het hout inderdaad gelig is. Piperitum verwijst naar de peperachtige vruchten.

### Benamingen in Oost-Azië
De locale namen van Zanthoxylum-soorten zijn niet wetenschappelijk en overlappen zich. De Chinese namen voor verschillende soorten zijn huājiāo (花椒; bloemenpeper), shānjiāo (山椒; bergpeper), chuānjiāo (川椒; Sichuan of Szechuanpeper) of qínjiāo (秦椒; Chinese peper). De naam shānjiāo is de oorsprong van de Japanse naam sanshu (katakana: サンショウ, kanji: 山椒)  en de Koreaanse naam sancho (산초).

## Beschrijving
Zanthoxylum piperitum is een doornachtige struik die 2,5 tot 4,5 m hoog en breed kan worden.
De bladstand is afwisselend. De tot 15 cm grote bladeren zijn gesteeld en zijn in zich gevederd met eivormige binnenblaadjes van 2 tot 4 cm lang. In een blad bevinden zich vijf tot elf paar binnenblaadjes. De bladrand is fijn gekarteld, de uiteinden van de blaadjes zijn gebogen. De Zanthoxylum peperitum is bladverliezend, de bladeren kleuren in de herfst bronskleurig. 
De doorns bevinden zich aan de twijgen, apart van de bladstelen, en zijn 13 mm lang. Er bestaan ook doornloze cultivars.
De struik is meestal tweehuizig met twee gescheiden geslachten, in zeldzame gevallen komen ook eenhuizige exemplaren voor. De bloeiwijze is een meertakkige bijscherm met een roodachtige kleur. De bloemen zijn groengeel en verschijnen tussen april en juni. De vruchten zijn ook roodachtig, 3 tot 5 mm groot en zijn tegen augustus rijp. Het zijn kokervruchten die naar de buikzijde open gaan en ronde, zwarte, glanzende zaden bevatten met een zachte zaadhuid. De zaden vallen niet uit, maar blijven in de vruchtschaal hangen.
De struik is winterhard tot circa −30 °C. 
Het aantal chromosomen van Zanthoxylum piperitum is 2n = 70.  

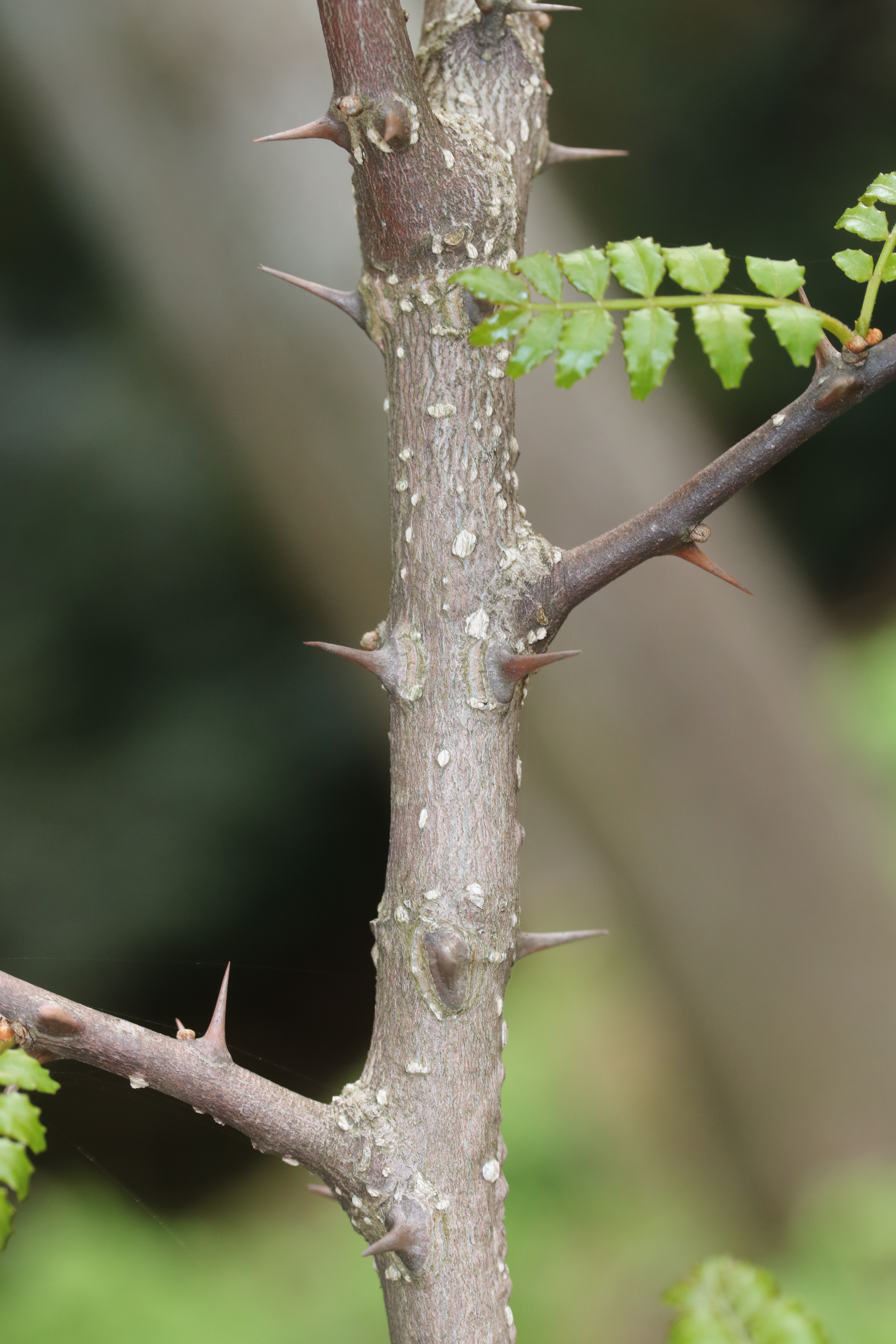
Tak met doorns
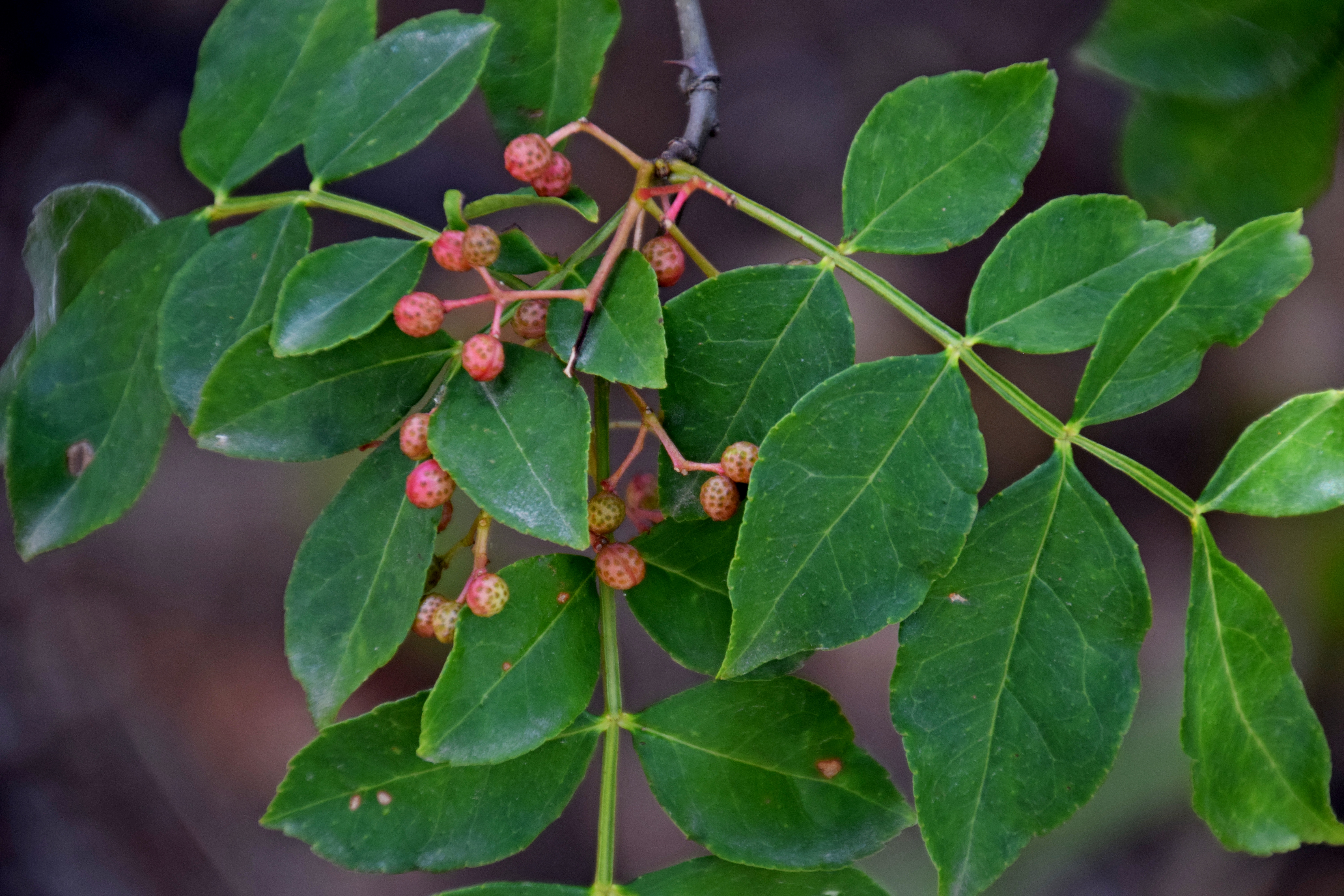
Vruchten
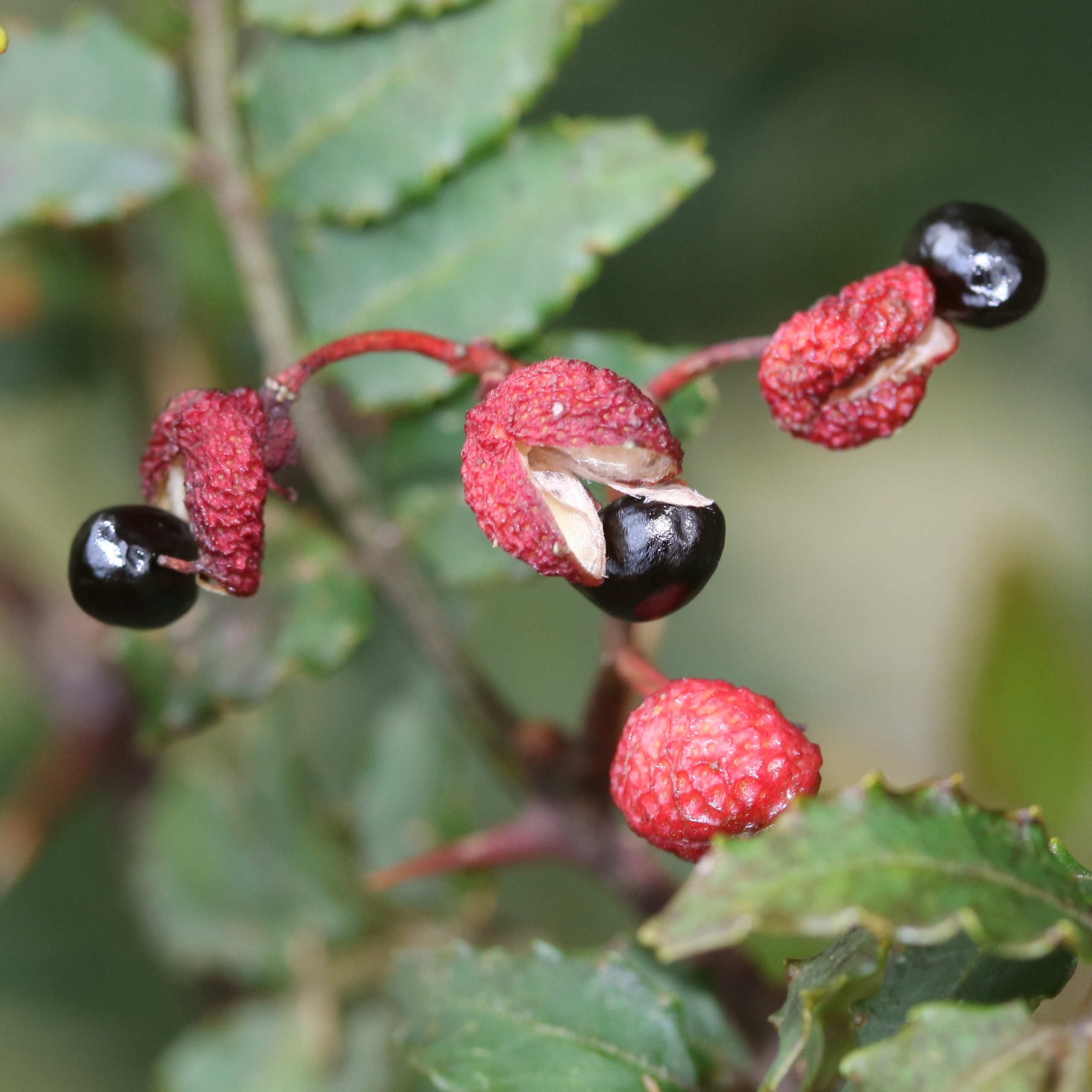
Follikels en zaden
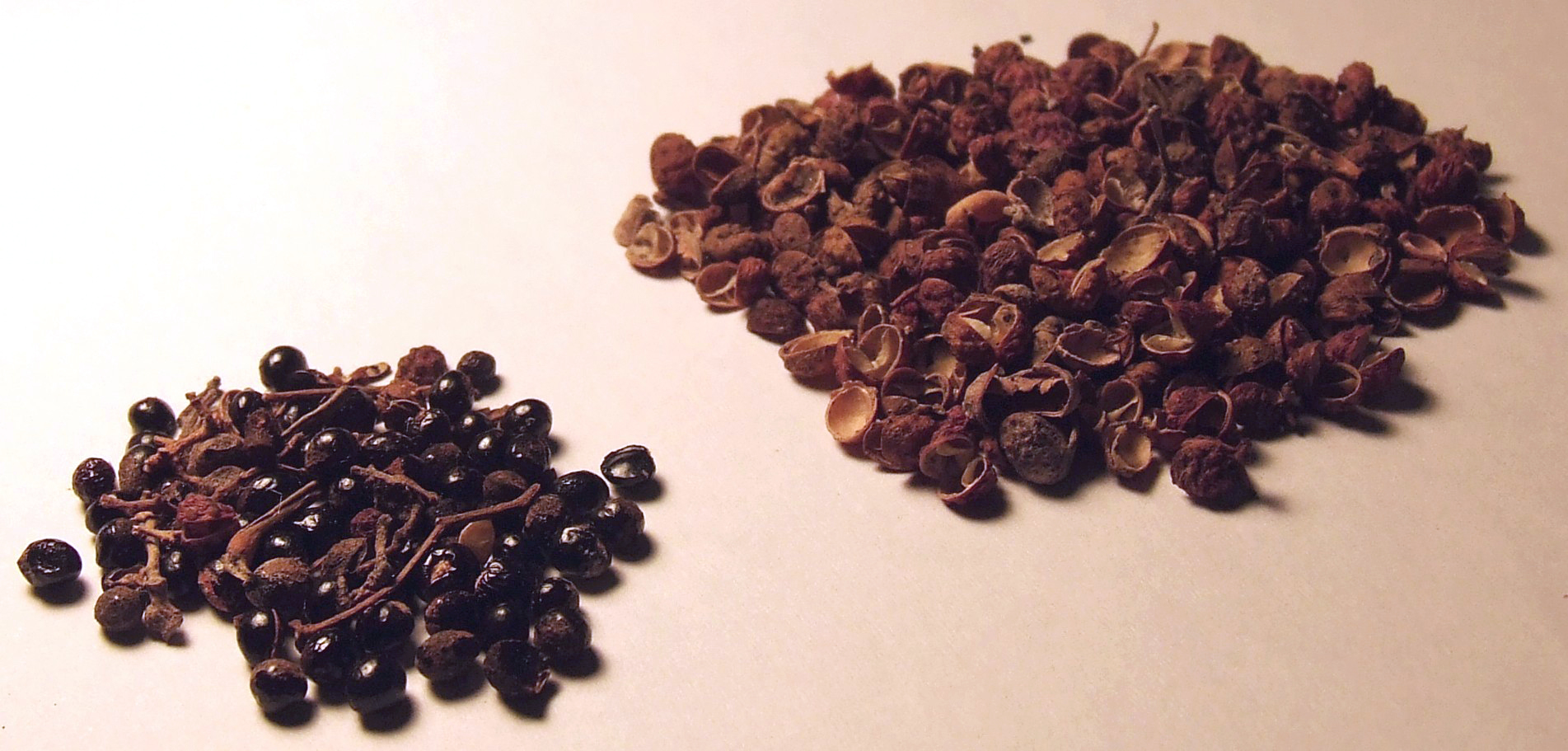
Gedroogde peulen en zaden

## Geografische verdeling en ondersoorten
Zanthoxylum piperitum komt oorspronkelijk uit Japan en Zuid-Korea en wordt aangeplant in Korea, Japan, Tibet en China. Eveneens wordt de struik in Afrika en Amerika aangeplant, echter in geringere omvang.
In Japan zijn vier ondersoorten bekend: Asakura, Takahara, Budou en Arima. DNA-analyses konden de oorsprong van de ondersoorten verduidelijken: een Asakura- en Arimavorm komen in het wild voor en schijnen de oorspronkelijke stammen te vormen, terwijl een andere Asakuracultivar sterk verdeeld over heel Japan voorkomt en daardoor als een nieuwere en verder geselecteerde vorm gezien kan worden.